# Vestfold
Vestfold je okrug u južnoj Norveškoj.

## Zemljopis
Vestfold graniči s okruzima Buskerud i Telemark. Središte okruga je grad Tønsberg.

## Stanovništvo
Vestfold je 10 po broju stanovnika okrug u Norveškoj, prema podacima iz 2013. godine u njemu živi 239.907 stanovnika, dok je gustoća naseljenosti 108 stan./km²

## Općine
Vestfold je podjeljen na 14 općina:
1. Andebu
2. Hof
3. Holmestrand
4. Horten
5. Lardal
6. Larvik
7. Nøtterøy
8. Re
9. Sande
10. Sandefjord
11. Stokke
12. Svelvik
13. Tjøme
14. Tønsberg

## Vanjske poveznice
- Službena stranica Rogaland  Arhivirana inačica izvorne stranice od 12. svibnja 2006. (Wayback Machine)

### Ostali projekti
|  | Zajednički poslužitelj ima još gradiva o temi Vestfold |